# استوارت روزنبرگ
استارت روزنبرگ (انگلیسی: Stuart Rosenberg; ۱۱ اوت ۱۹۲۷ – ۱۵ مارس ۲۰۰۷) یک کارگردان اهل ایالات متحده آمریکا بود.
- لوک خوش‌دست (۱۹۶۷)
- گول‌خوردگان (۱۹۶۹)
- دراونینگ پول (۱۹۷۵)
- عشق و گلوله (۱۹۷۹)